# Vajots Dzor

Vajots Dzors läge i Armenien

Vajots Dzor (armeniska: Վայոց Ձոր) är en provins i Armenien, belägen vid gränsen till Azerbajdzjan. Huvudorten är Jeghegnadzor. Provinsen hade 52 324 invånare (2011).